# Loubna Mrie

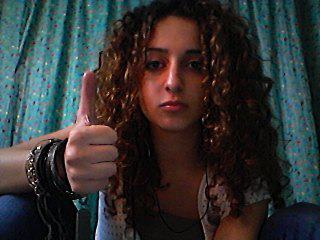
Loubna Mrie

Loubna Mrie (arabisch لبنى مرعي, DMG Lubnā Marʿī; * 25. Januar 1991 in Dschabla) ist eine syrische Bürgerrechtsaktivistin.

## Leben
Sie entstammt einer alawitischen Familie, ihr Vater ist ein hoher Funktionär des Geheimdienstes der Luftwaffe. Ihre Eltern trennten sich, als sie 10 Jahre alt war. Nach der Trennung ihrer Eltern wuchs sie bei ihrer Mutter auf und besuchte die Universität Latakia, als die Unruhen ausbrachen.
Mit dem Einverständnis ihrer Mutter, aber gegen den Willen ihres Vaters schloss sie sich der Protestbewegung an und verließ Latakia, um an Demonstrationen in anderen Teilen des Landes teilzunehmen, wobei sie eine Schussverletzung erhielt. Sie unterstützte die Rebellen zunächst mit dem Transport von Lebensmitteln und medizinischer Hilfe, dann auch mit dem Schmuggeln von Munition. Sie versuchte auch, in der alawitischen Gemeinschaft für die Ziele der Revolution zu werben und sprach mit Opfern regierungstreuer Truppen. Nachdem ihr Vater einen Haftbefehl gegen sie ausstellte, floh sie im August 2012 in die Türkei. Auf der Flucht gab sie den FSA-Rebellen ein Interview, das auf YouTube hochgeladen wurde. Mrie arbeitete auch an der Auswertung von Filmen, die auf Mobiltelefonen aus Syrien geschmuggelt wurden.
Am 11. August 2012 wurde daraufhin ihre Mutter entführt, nach ihrer Überzeugung auf Betreiben ihres Vaters, der jeden Kontakt zu ihr abbrach. Zu ihrer Mutter konnte sie danach nur einmal telefonisch Kontakt aufnehmen. Nach eigenen Angaben erhielt sie am 2. November von einem Freund die Nachricht, dass ihre Mutter getötet wurde. Ihr Vater soll sich mit der Tat gegenüber seinen Brüdern gebrüstet haben. In einer Stellungnahme an die BBC bezeichnete ihr Vater ihre Vorwürfe als unzutreffend und nannte seine Tochter eine „Verräterin“.
Sie lebt zurzeit in New York, wo sie an der Universität von New York Nahoststudien studiert.